# 16494 Oka
16494 Oka è un asteroide della fascia principale. Scoperto nel 1990, presenta un'orbita caratterizzata da un semiasse maggiore pari a 3,0554440 UA e da un'eccentricità di 0,0397894, inclinata di 10,37135° rispetto all'eclittica.